# Langham (Rutland)
Langham – wieś w Anglii, w hrabstwie Rutland. Leży 3 km na północny zachód od miasta Oakham i 139 km na północ od Londynu. W 2001 miejscowość liczyła 1042 mieszkańców.